# آيت حمو العربي (آيت بلحاج تانفنيت)
آيت حمو العربي هو دُوَّار يقع بجماعة أم ربيع، إقليم خنيفرة، جهة بني ملال خنيفرة في المملكة المغربية. ينتمي الدوّار لمشيخة آيت بلحاج تانفنيت التي تضم 4 دواوير. يقدر عدد سكانه بـ 31 نسمة حسب الإحصاء الرسمي للسكان والسكنى لسنة 2004.

## وصلات خارجية
- البوابة الوطنية للجماعات الترابية
- المندوبية السامية للتخطيط